# Енгельсбранд
Енгельсбранд (нім. Engelsbrand) — громада в Німеччині, знаходиться в землі Баден-Вюртемберг. Підпорядковується адміністративному округу Карлсруе. Входить до складу району Енц.
Площа — 15,19 км2. Населення становить 4511 ос. (станом на 31 грудня 2020).